# Jan-Hendrik Roever

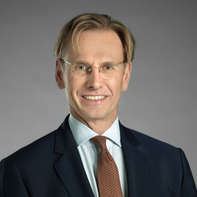
Jan-Hendrik Roever (2020)

Jan-Hendrik Roever (auch Jan-Hendrik Röver; * 8. Juni 1962 in Düsseldorf) ist ein deutsch-englischer Rechtswissenschaftler. Er ist seit 2009 Honorarprofessor für Bürgerliches Recht, Wirtschafts- und Finanzmarktrecht, Europarecht und Rechtsvergleichung an der Universität Augsburg. Seine Forschungsschwerpunkte sind Rechtsvergleichung, Grundlagen des Rechts, Kreditsicherungsrecht sowie Bank- und Kapitalmarktrecht.

## Leben
Nach dem Abitur am Quirinus-Gymnasium in Neuss studierte Roever Rechtswissenschaft an der Rheinischen Friedrich-Wilhelms-Universität in Bonn, an der Universität Genf und der Ludwig-Maximilians-Universität München. 1988 legte er in München die Erste Juristische Staatsprüfung ab. Während seiner Referendarzeit war er Assistent von Wolfgang Fikentscher an der Ludwig-Maximilians-Universität München und studierte an der Hochschule für Verwaltungswissenschaften in Speyer sowie an der Faculté internationale de droit comparé der Universität Straßburg. Außerdem arbeitete er als Assistent eines deutschen Abgeordneten im Europäischen Parlament in Brüssel. Nach der Zweiten Juristischen Staatsprüfung 1992 in München wurde er als Rechtsanwalt zugelassen und absolvierte 1992/93 ein Studium an der London School of Economics and Political Science, das er mit einem Master of Laws (LL.M.) abschloss.
1998 promovierte er an der Ludwig-Maximilians-Universität München mit einer Arbeit über „Vergleichende Prinzipien dinglicher Sicherheiten“, die von Wolfgang Fikentscher betreut wurde. 2003 folgte eine Promotion (Doctor of Philosophy, Ph.D.) bei Jan Hendrik Dalhuisen und Mads Andenæs QC am King’s College London. Außerdem wurde er 1995 nach einer Eignungsprüfung zum Barrister im Middle Temple in London aufgenommen, einer englischen Anwaltskammer für Barrister (Inn of Court).
Von 1995 bis 1998 war er Visiting Fellow am Centre of European Law des King’s College London. 2009 wurde er an der Juristischen Fakultät der Universität Augsburg zum Honorarprofessor für Bürgerliches Recht, Wirtschafts- und Finanzmarktrecht, Europarecht und Rechtsvergleichung ernannt. Seit 2012 ist er außerdem Lehrbeauftragter an der Juristischen Fakultät der Ludwig-Maximilians-Universität München für Rechtstheorie, Rechtslogik und Rechtsanthropologie. Von 2016 bis 2019 unterrichtete er Masterkurse über Unternehmenskauf und Unternehmensfinanzierung an der Juristischen Fakultät der Moskauer Lomonossow-Universität.
Er arbeitete von 1992 bis 1997 bei der Europäischen Bank für Wiederaufbau und Entwicklung (EBWE) in London, wo er an der Entwicklung eines Modellgesetzes für Sicherungsgeschäfte beteiligt war. Danach arbeitete er bei der Bayerischen Vereinsbank (später Bayerische Hypo- und Vereinsbank; heute UniCredit Bank) in München und ist seit 2009 bei goetzpartners Corporate Finance in München tätig.

## Privates
Roever ist verheiratet und hat zwei Kinder. Er ist der Bruder von Jörn Röver, dem Leiter von NDR Naturfilm im Studio Hamburg (heute Doclights GmbH), und der Ururenkel von Friedrich Gebauer, einem Pionier der deutschen Textilmaschinenindustrie im 19. Jahrhundert.

## Werk

### Methode der Rechtsvergleichung
Roevers deutsche Doktorarbeit unter dem Titel „Vergleichende Prinzipien dinglicher Sicherheiten“ entwickelt mit der sogenannten Prinzipienmethode eine eigenständige Methode der Rechtsvergleichung, die bei der Entwicklung von praktischen Schlussfolgerungen aus rechtsvergleichender Arbeit besonders leistungsfähig sein soll. Roever unterscheidet – in Anlehnung an eine Differenzierung von Ralf Dreier und Robert Alexy – eine analytische, eine empirische und eine normative Dimension der Rechtsvergleichung. Die analytische Rechtsvergleichung ist nach seiner Auffassung auf analytische Prinzipien zu gründen, die vier Kriterien erfüllen müssen: sie sollen funktional, positiv (d. h. aus geltendem Recht ableitbar), allgemein und potentiell universell sein. Die empirische Rechtsvergleichung befasst sich mit der Beschreibung geltenden ausländischen Rechts, die normative schließlich setzt sich kritisch mit dem geltenden in- und/oder ausländischen Recht auseinander.
Weiterhin schlägt Roever eine Bewertung der aufgefundenen Regelungen anhand ökonomischer Maßstäbe vor und hat damit eine der ersten Bezugnahmen der Rechtsvergleichung auf die ökonomische Theorie vorgenommen. Als ökonomische Maßstäbe werden die (makro- und mikroökonomischen) Ansätze der Wirtschaftswissenschaften herangezogen, wodurch eine Verengung auf eine bloße Transaktionskostenanalyse vermieden wird. Sein rechtsvergleichender Ansatz integriert somit eine weit verstandene ökonomische Analyse des Rechts in die Rechtsvergleichung.

### Juristische Methodenlehre
Roever hat eine Ergänzung der gesetzesimmanenten Rechtsfortbildung (die im Wesentlichen die Mittel der Analogie und der teleologischen Reduktion nutzt) durch die teleologische Umformung vorgeschlagen. Im Einzelnen unterscheidet er teleologische Addition, teleologische Subtraktion, teleologische Substitution, teleologische Fusion und sonstige teleologische Umformung. Damit versucht er eine Reihe von methodischen Veränderungen des Gesetzeswortlauts zu systematisieren.
In Anlehnung an Robert Alexys Verständnis rechtlicher Prinzipien hat Roever die Kategorie des Proportional- bzw. Abwägungsbegriffs (insbesondere bei Tatbestandsmerkmalen) eingeführt. Unter solch einem Begriff findet keine Subsumtion statt, sondern muss eine Abwägung vorgenommen werden. Dies erweitert die traditionelle juristische Begriffslehre, die Klassen- und Typenbegriffe unterscheidet. Als Beispiel dient ihm der Begriff der „geordneten Zusammenstellung“ in § 259 BGB.

### Kreditsicherungsrecht

#### EBWE-Modellgesetz für Sicherungsgeschäfte
Roever und der englische Solicitor John Lindsay Simpson verfassten das „Modellgesetz für Sicherungsgeschäfte“ (Model Law on Secured Transactions) der Europäischen Bank für Wiederaufbau und Entwicklung, das 1994 veröffentlicht wurde. Die Erarbeitung des Modellgesetzes wurde von einem wissenschaftlichen Beirat begleitet, dem u. a. Ulrich Drobnig vom Max-Planck-Institut für ausländisches und internationales Privatrecht in Hamburg angehörte. Das EBWE-Modellgesetz zeigte eine von nationalen Rechten unabhängige, gleichzeitig aus rechtsvergleichender Arbeit hervorgegangene Leitlinie auf. Sie sollte mittel- und osteuropäischen Staaten nach den politischen und rechtlichen Umwälzungen seit 1989 unterstützen, ihre Kreditsicherungsrechte zu reformieren. Es war der erste einer ganzen Reihe von Regelungsvorschlägen internationaler Organisationen für dingliche Sicherungsrechte. Das EBWE-Modellgesetz hat in den Jahren der ersten Einführung oder Überarbeitung mittel- und osteuropäischer Zivilrechtsordnungen praktisch großen Einfluss gehabt, wie etwa bei der Reform des slowakischen und ungarischen Rechts.

#### Vergleichende Prinzipien dinglicher Sicherheiten
Roevers deutsche Doktorarbeit unter dem Titel „Vergleichende Prinzipien dinglicher Sicherheiten“ von 1999 befasst sich neben der Methode der Rechtsvergleichung mit den Grundlagen des Kreditsicherungsrechts aus rechtsvergleichender Perspektive; es bezieht dabei das deutsche, englische, französische und US-amerikanische Recht sowie das Modellgesetz für Sicherungsgeschäfte der Europäischen Bank für Wiederaufbau und Entwicklung ein. Die Arbeit befasst sich auf rechtsvergleichender Basis mit sechs grundlegenden Prinzipien bzw. Prinzipienpaaren dinglicher Sicherheiten. Diese Prinzipien sind Beispiele für Roevers analytische Prinzipien der Rechtsvergleichung.

#### Mittel- und osteuropäische Kreditsicherungsrechte
Roevers Werk „Secured Lending in Eastern Europe“ von 2007 vergleicht erstmals ausführlich die Kreditsicherungsrechte von sieben mittel- und osteuropäischen Staaten (Bulgarien, Polen, Rumänien, Russische Föderation, Slowakei, Tschechische Republik und Ungarn). Im letzten Kapitel entwickelt er das Kreditsicherungsrecht auf internationaler Ebene weiter. Dafür trägt er verschiedene internationale Ansätze wie UNCITRAL, UNIDROIT und Europäische Union und Konzepte aus nationalen Kreditsicherungsrechten zusammen.

#### Kreditsicherheiten bei Projektfinanzierungen
Roever befasst sich auch intensiv mit Kreditsicherheiten bei Projektfinanzierungen im deutschen und englischen Recht. Im „Rechtshandbuch Projektfinanzierung und PPP“ hat er sich mit den dinglichen Sicherheiten im Rahmen von Projektfinanzierungen auseinandergesetzt. Die Technik der Projektfinanzierung wurde zuerst im englischen und US-amerikanischen Finanzmarkt entwickelt. Bei ihr wird eine Darlehensfinanzierung von einer eigens gegründeten Projektgesellschaft aufgenommen, die gegenüber den Banken umfangreiche Verpflichtungen im Zusammenhang mit dem Darlehen und den dafür bestellten Kreditsicherheiten übernimmt. Der Schuldendienst für die Kreditfinanzierung wird von dieser Projektgesellschaft erbracht. Die Technik der Projektfinanzierung wurde in das deutsche Recht übergenommen.

### Projektfinanzierung
Im Rahmen eines Rechtshandbuchs zur Projektfinanzierung hat Roever umfassend das deutsche und teilweise englische Kreditvertragsrecht dargestellt. Dafür ordnet er die Projektfinanzierung in das deutsche Recht ein und hebt das sogenannte „Prinzip der Multivalenz“ hervor. Dies bedeutet, dass in Projektkreditverträgen derselbe Sachverhalt mehrmals vertraglich geregelt werden kann und sich dadurch Überschneidungen von Regelungen des Darlehensvertrags ergeben können.

## Beteiligung an Rechtsreformprojekten
Immer wieder war Roever an Rechtsreformprojekten beteiligt: Er war einer der beiden Autoren des EBWE-Modellgesetzes für Sicherungsgeschäfte aus dem Jahr 1994, das als Leitlinie bei der Reform einer Reihe von Kreditsicherungsrechten in Mittel- und Osteuropa genutzt wurde. Dieses Modellgesetz ergänzten John Lindsay Simpson und er 1997 um allgemeine Prinzipien der EBWE für ein modernes Recht der Sicherungsgeschäfte. Darüber hinaus wirkte er von 1996 bis 1997 an der Reform des moldauischen Außenwirtschaftsrechts mit. Roever entwickelte im Auftrag der Deutschen Gesellschaft für Technische Zusammenarbeit (GTZ) (heute Deutsche Gesellschaft für Internationale Zusammenarbeit, GIZ) zusammen mit Experten der moldauischen Regierung Entwürfe eines Zoll-, eines Außenwirtschafts-, eines Antidumping- und eines Antisubventionsgesetzes sowie einer Außenwirtschaftsverordnung. Von 2007 bis 2008 war er an der Reform des russischen Kreditsicherungsrechts im Rahmen eines Projekts der Duma der Russischen Föderation beteiligt, das durch das Bundesministerium der Finanzen und die Kreditanstalt für Wiederaufbau unterstützt wurde. Als Vertreter der Europäischen Bank für Wiederaufbau und Entwicklung war er von 1993 bis 1997 Beobachter einer Studiengruppe und eines Entwurfsausschusses des Institut pour l'Unification du Droit Privé (UNIDROIT) in Rom, die eine Konvention über internationale Sicherungsrechte an beweglichen Sachen (Convention on International Interests in Mobile Equipment, auch Cape Town Convention) erarbeiteten. Außerdem war er von 1993 bis 1997 Mitglied einer Expertengruppe der United Nations Commission on International Trade Law (UNCITRAL), die den UNCITRAL Legislative Guide on Secured Transactions vorbereitete, der 2010 vollendet wurde. Schließlich war er von 1995 bis 1997 Mitglied eines Beratungsgremiums beim britischen Wirtschaftsministerium (Department of Trade and Industry, DTI) in London.

## Preise und Auszeichnungen
Seit 1995 ist Roever Fellow der Royal Society for the encouragement of Arts, Manufactures and Commerce in London (FRSA). Seine deutsche Doktorarbeit „Vergleichende Prinzipien dinglicher Sicherheiten“ wurde 1998 mit dem Jean-Rey-Preis des Club Universitaire Réformes et Liberté der Universität Lüttich und 2000 mit dem Bruno-Heck-Preis der Altstipendiaten der Konrad-Adenauer-Stiftung ausgezeichnet."

## Schriften (Auswahl)
- John L. Simpson, Jan-Hendrik Roever, EBRD Model Law on Secured Transactions. EBWE, London 1994 (der englische Originaltext wurde in die bulgarische, deutsche, japanische, lettische, mazedonische, rumänische, russische und slowakische Sprache übersetzt).
- John L. Simpson, Jan-Hendrik Roever, General Principles of a Modern Law on Secured Transactions. EBWE, London 1997.
- Vergleichende Prinzipien dinglicher Sicherheiten. Eine Studie zur Methode der Rechtsvergleichung. C.H. Beck, München 1999, ISBN 978-3-406-45391-5 (zugleich Doktorarbeit Ludwig-Maximilians-Universität München).
- Projektfinanzierung. In: Ulf R. Siebel (Hrsg.), Handbuch Projekte und Projektfinanzierung. C.H. Beck, München 2001, ISBN 978-3-406-47241-1, S. 153–241.
- Secured Lending in Eastern Europe, Oxford University Press, Oxford 2007, ISBN 978-0-19-826013-4.
- Ulf R. Siebel, Jan-Hendrik Roever, Christian Knütel (Hrsg.), Rechtshandbuch Projektfinanzierung und PPP. Carl Heymanns, Köln, München, 2. Aufl. 2008, ISBN 978-3-452-26767-2.
- Kommentierung §§ 255–261 BGB. In: Beate Gsell, Wolfgang Krüger, Stephan Lorenz, Jörg Mayer (Gesamt-Hrsg.), beck-online.GROSSKOMMENTAR zum Zivilrecht (BeckOGK ZivilR), seit 2015 laufend aktualisiert.
- Rechtsfortbildung durch teleologische Umformung. In: Achim Compes, Roderich C. Thümmel, Angelo Winkler (Hrsg.), Festschrift für Alexander Reuter zum 65. Geburtstag, Köln 2021, ISBN 978-3-504-06065-7, S. 387–412.